# Акимова, Татьяна Сергеевна
Татья́на Серге́евна Аки́мова (урождённая Семёнова; род. 26 октября 1990, Чебоксары) — российская биатлонистка. Победительница и призёр этапов Кубка мира, бронзовый призёр чемпионата мира по биатлону в Хохфильцене в смешанной эстафете.
Мастер спорта России международного класса (2015). Лауреат премии IBU Awards в номинации «Новичок года» сезона 2015/2016.

## Биография
Родилась в посёлке Новые Лапсары, входящем в состав города Чебоксары. Биатлоном начала заниматься в родной Чувашии. Выпускница ДЮСШ им. А. Тихонова. Её личным тренером является Анатолий Акимов.
Входила в состав юниорской, молодёжной и резервной сборную России. Выступала на чемпионатах мира среди юниоров и на чемпионатах Европы в 2011 году.
В 2011 году стала серебряным призёром чемпионата страны по летнему биатлону. Эти результаты позволили выступить на чемпионате мира по летнему биатлону, где ей не удалось завоевать медалей.
В 2013 году стала победителем Зимней Универсиады в итальянском Трентино в эстафете и призёром в индивидуальных гонках. В 2014 году принимала участие на чемпионате мира по летнему биатлону в Тюмени, где она выступила неудачно, заняв 23-е место в спринте и 25-е в преследовании.
В конце 2014 года Семенова успешно выступила на «Ижевской винтовке». В индивидуальной гонке она была 3-й и 5-й в спринте. По итогам двух гонок она отобралась в сборную России на этапы Кубка мира, однако из-за отсутствия квалификационных очков IBU биатлонистка не смогла выступать на соревнованиях. Поэтому было принято решение для начала отправить Семенову на этапы Кубка IBU.
В январе 2015 года стало известно, что  Семенова вошла в заявку сборной на участие в чемпионате Европы в эстонском Отепя.
11 июня 2015 года вышла замуж за биатлониста Вячеслава Акимова и поменяла фамилию.
5 декабря 2015 дебютировала в Кубке мира в спринте на этапе в Остерсунде. Стартовав под 100-м номером, после первой стрельбы шла в очковой зоне, но 3 промаха на стойке не позволили ей хорошо выступить в дебютной гонке — 83 место, на финиш она пришла последней, пропустив вперёд обеих стартовавших после неё спортсменок. 5 февраля 2016 в Канморе финишировала 23 в спринтерской гонке. В гонке преследования, прошедшей с 12 на 13 февраля 2016 в Преск-Айле, заняла 19 место. 17 марта на этапе Кубка мира в Ханты-Мансийске заняла 12 место.
16 декабря 2016 года в спринтерской гонке на этапе в Нове-Место одержала свою первую победу в кубке мира. 17 декабря на этапе Кубка мира в Нове-Место заняла 3 место в гонке преследования.
9 февраля 2017 г. на чемпионате мира в австрийском Хохфильцене в составе сборной России завоевала бронзу в смешанной эстафете.
Серебряный призёр III Всемирных зимних военных игр в Сочи (2017) в спринте и чемпионка игр в командном зачёте (Акимова, Кайшева, Нечкасова).
Участвовала на Олимпийских играх 2018 года в Пхёнчхане (Южная Корея).
Прерывала участие в соревнованиях, мотивируя своё решение желанием стать матерью. 10 августа 2019 года родила дочь Аделину. В декабре 2020 вернулась в основную сборную после декрета.
В 2021 году после гайморита заболела гриппом. Из-за этого не смогла принять участие в отборочных соревнованиях в команду России на Олимпийские игры в Пекине.

## Сводная статистика в Кубке мира
Первые места в гонках
| #  | Дата            | Место       | Вид      | Стрельба | Примечания |
| -- | --------------- | ----------- | -------- | -------- | ---------- |
| 1. | 16 декабря 2016 | Нове-Место  | Спринт   | 0+0      | Кубок мира |
| 1. | 24 января 2021  | Антерсельва | Эстафета | 0+1      | Кубок мира |

Третьи места в гонках
| #  | Дата            | Место      | Вид            | Стрельба | Сек   | Победитель    | Примечания |
| -- | --------------- | ---------- | -------------- | -------- | ----- | ------------- | ---------- |
| 1. | 17 декабря 2016 | Нове-Место | Преслед.       | 1+0+0+0  | +19.4 | Анаис Шевалье | Кубок мира |
| 2. | 9 февраля 2017  | Хохфильцен | Смеш. эстафета | 0+1 0+0  | +3.2  | Германия      | ЧМ         |

## Результаты выступлений на Кубке мира
| 2020/2021 Итоги | 2020/2021 Итоги | Контиолахти | Контиолахти | Контиолахти | Контиолахти | Контиолахти | Хохфильцен | Хохфильцен | Хохфильцен | Хохфильцен | Хохфильцен | Хохфильцен | Оберхоф | Оберхоф | Оберхоф | Оберхоф | Оберхоф | Оберхоф | Оберхоф | Антхольц | Антхольц | Антхольц | ЧМ Поклюка | ЧМ Поклюка | ЧМ Поклюка | ЧМ Поклюка | ЧМ Поклюка | ЧМ Поклюка | ЧМ Поклюка | Нове-Место | Нове-Место | Нове-Место | Нове-Место | Нове-Место | Нове-Место | Нове-Место | Эстерсунд | Эстерсунд | Эстерсунд |
| Очков           | Место           | Инд         | Спр         | Спр         | Эст         | Пр          | Спр        | Эст        | Пр         | Спр        | Пр         | МС         | Спр     | Пр      | См      | ОСм     | Спр     | Эст     | МС      | Инд      | МС       | Эст      | См         | Спр        | Пр         | Инд        | ОСм        | Эст        | МС         | Эст        | Спр        | Пр         | Спр        | Пр         | См         | ОСм        | Спр       | Пр        | МС        |
| 48              | 66              | —           | —           | —           | —           | —           | —          | —          | —          | 33         | 29         | —          | —       | —       | —       | —       | —       | —       | —       | 54       | —        | 1        | —          | —          | —          | 29         | —          | 11         | —          | —          | 68         | —          | 25         | 51         | —          | —          | 45        | 53        | —         |

| 2017/2018 Итоги | 2017/2018 Итоги | Эстерсунд | Эстерсунд | Эстерсунд | Эстерсунд | Эстерсунд | Хохфильцен | Хохфильцен | Хохфильцен | Анси | Анси | Анси | Оберхоф | Оберхоф | Оберхоф | Рупольдинг | Рупольдинг | Рупольдинг | Антхольц | Антхольц | Антхольц | ОИ Пхёнчхан | ОИ Пхёнчхан | ОИ Пхёнчхан | ОИ Пхёнчхан | ОИ Пхёнчхан | ОИ Пхёнчхан | Контиолахти | Контиолахти | Контиолахти | Контиолахти | Холменколлен | Холменколлен | Холменколлен | Тюмень | Тюмень | Тюмень |
| Очков           | Место           | Сусм      | См        | Инд       | Спр       | Пр        | Спр        | Пр         | Эст        | Спр  | Пр   | МС   | Спр     | Пр      | Эст     | Инд        | Эст        | МС         | Спр      | Пр       | МС       | Спр         | Пр          | Инд         | МС          | См          | Эст         | Спр         | Сусм        | См          | МС          | Спр          | Эст          | Пр           | Спр    | Пр     | МС     |
| 166             | 39              | —         | —         | 79        | 38        | 27        | 18         | 7          | 4          | 22   | 36   | 18   | 38      | 33      | 4       | 21         | —          | —          | 31       | 46       | 30       | 20          | 31          | 15          | 30          | 9           | —           | —           | —           | —           | —           | —            | —            | —            | —      | —      | —      |

| 2016/2017 Итоги | 2016/2017 Итоги | Эстерсунд | Эстерсунд | Эстерсунд | Эстерсунд | Эстерсунд | Поклюка | Поклюка | Поклюка | Нове-Место | Нове-Место | Нове-Место | Оберхоф | Оберхоф | Оберхоф | Рупольдинг | Рупольдинг | Рупольдинг | Антхольц | Антхольц | Антхольц | ЧМ Хохфильцен | ЧМ Хохфильцен | ЧМ Хохфильцен | ЧМ Хохфильцен | ЧМ Хохфильцен | ЧМ Хохфильцен | Пхёнчхан | Пхёнчхан | Пхёнчхан | Контиолахти | Контиолахти | Контиолахти | Контиолахти | Холменколлен | Холменколлен | Холменколлен |
| Очков           | Место           | Сусм      | См        | Инд       | Спр       | Пр        | Спр     | Пр      | Эст     | Спр        | Пр         | МС         | Спр     | Пр      | МС      | Эст        | Спр        | Пр         | Инд      | МС       | Эст      | См            | Спр           | Пр            | Инд           | Эст           | МС            | Спр      | Пр       | Эст      | Спр         | Пр          | Сусм        | См          | Спр          | Пр           | МС           |
| 479             | 16              | —         | 4         | 12        | 30        | 32        | 29      | 20      | 6       | 1          | 3          | 10         | 14      | 32      | 13      | 13         | 15         | 13         | 12       | 16       | 5        | 3             | 16            | 18            | 51            | 10            | 23            | 34       | 50       | 12       | —           | —           | —           | 4           | 40           | 31           | 29           |

| 2015/2016 Итоги | 2015/2016 Итоги | Эстерсунд | Эстерсунд | Эстерсунд | Эстерсунд | Эстерсунд | Хохфильцен | Хохфильцен | Хохфильцен | Поклюка | Поклюка | Поклюка | Рупольдинг | Рупольдинг | Рупольдинг | Рупольдинг | Рупольдинг | Рупольдинг | Антхольц | Антхольц | Антхольц | Канмор | Канмор | Канмор | Канмор | Преск-Айл | Преск-Айл | Преск-Айл | ЧМ Холменколлен | ЧМ Холменколлен | ЧМ Холменколлен | ЧМ Холменколлен | ЧМ Холменколлен | ЧМ Холменколлен | Ханты-Мансийск | Ханты-Мансийск | Ханты-Мансийск |
| Очков           | Место           | Сусм      | См        | Инд       | Спр       | Пр        | Спр        | Пр         | Эст        | Спр     | Пр      | МС      | Спр        | Пр         | МС         | Инд        | Эст        | МС         | Спр      | Пр       | Эст      | Спр    | МС     | Сусм   | См     | Спр       | Пр        | Эст       | См              | Спр             | Пр              | Инд             | Эст             | МС              | Спр            | Пр             | МС             |
| 145             | 45              | —         | —         | —         | 83        | —         | 66         | —          | —          | —       | —       | —       | 32         | 49         | —          | —          | —          | —          | 43       | 35       | —        | 23     | —      | —      | —      | 37        | 19        | 7         | —               | 28              | 26              | 39              | 11              | —               | 12             | 14             | отм            |

## Награды и звания
- Благодарность Президента Российской Федерации (24 декабря 2013 года) — за высокие спортивные достижения на XXVI Всемирной зимней Универсиаде 2013 года в городе Трентино (Италия)[13].
- 2 марта 2015 года приказом Министра спорта России Виталия Мутко Татьяне Семёновой было присвоено звание Мастер спорта России международного класса[14].
- 20 марта 2016 года биатлонистка была признана лучшим новичком сезона 2015/2016 по версии IBU и получила специальный приз[15].